# Turčianky
Turčianky (in ungherese Turcsány) è un comune della Slovacchia facente parte del distretto di Partizánske, nella regione di Trenčín.